# Lądek Zdrój
Lądek Zdrój (Duits Bad Landeck) is een stad in het Poolse woiwodschap Neder-Silezië, gelegen in de powiat Kłodzki. De oppervlakte bedraagt 20,15 km², het inwonertal 6296 (2005).
In Lądek Zdrój staat een monumentje ter herinnering aan de inbreng van Marianne der Nederlanden in de aanleg van een belangrijke weg die de stad met Kamieniec en Ziębice, Bolesławów en de Moravische oude stad verbond.

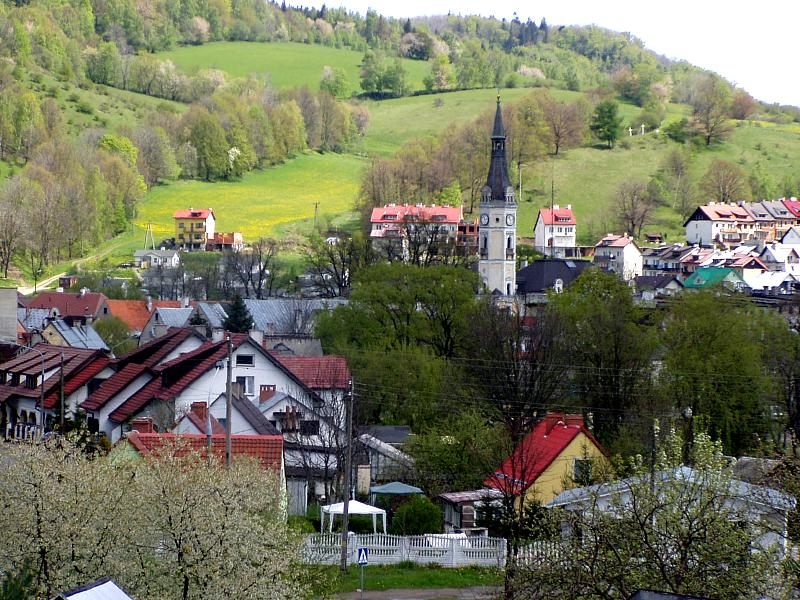
Stadt Lądek-Zdrój, Neder-Silezië (Polen), lente 2005

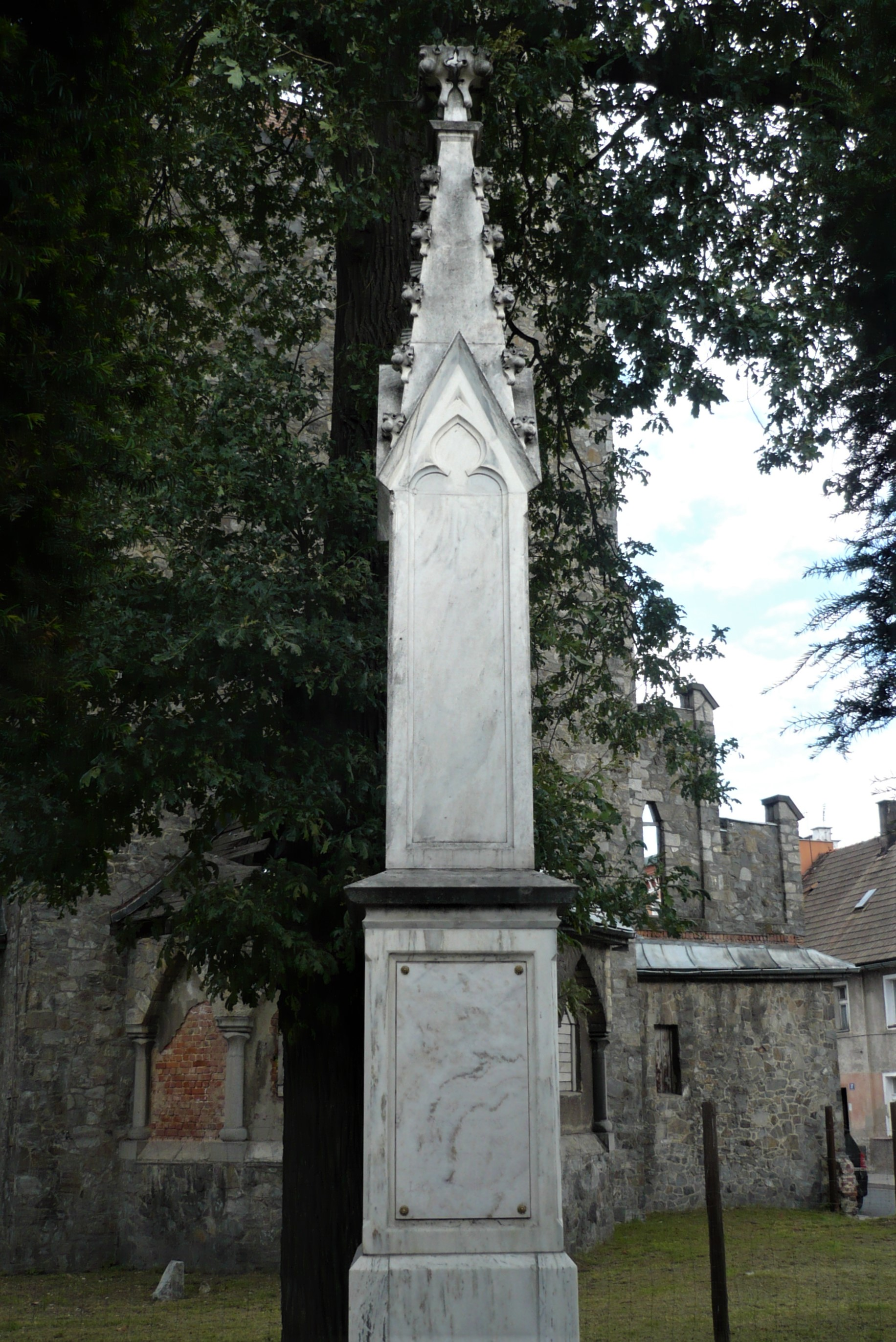
monument ter herinnering aan Marianne der Nederlanden